# 東城日沙子
東城日沙子（日语：／ Tōjō Hisako，1990年8月21日—）是日本的女性聲優，EARLY WING所屬。

## 人物
出身埼玉縣，身高156公分，血型為A型。

## 演出作品
※粗體字代表主要角色。

### 電視動畫
2012年
- 一起一起這裡那裡（野良貓）
- 戀愛與選舉與巧克力（女學生B）
- 你好 七葉（卡娜）

2013年
- 穿透幻影的太陽（小學生、少女B）
- 結界女王 震顫（ユリア=ムンベルク）

2014年
- 怪物烈傳 Oreca Battle（日语：モンスター烈伝 オレカバトル）（小孩）
- 武士弗拉明戈（路人）
- 流浪神差（巫女B）
- 偽姬物語（阿部羅奈／阿爾貝蒂娜二世[1]）
- 黑色子彈（瑪麗亞）

2015年
- 浦和的小調（道祖土綠[2]）
- 無頭騎士異聞錄 DuRaRaRa!!×2 轉（筒川梓）
- 流浪神差ARAGOTO（藍巴）
- Dance with Devils（奴隸）

2016年
- Divine Gate（五月雨）
- B-PROJECT〜鼓動＊Ambitious〜（歌姬午餐B、少年、女性A、化妝師B、女高中生B）
- 91Days（柯魯特歐〈幼少期〉、菲歐、小孩）
- 灼熱桌球娘（後手斬香）
- 夏目友人帳 伍（大高·盜竊面具的妖怪）

2017年
- 戀愛暴君（商店店員）
- 雛子的筆記（萩野千秋[3]）
- 巴哈姆特之怒 VIRGIN SOUL（店員）
- 覆面系NOISE（女學生2、女性主持人、女性1）
- 夏目友人帳 陸（兔臉的妖怪）
- 狂賭之淵（女學生、B子）
- 猜謎王（劍持文伽）
- 地獄少女 宵伽（女學生、長田亞須加、濱崎太一）
- 動畫同好會（高圓寺美子[4]）

2018年
- 三顆星彩色冒險（桃花[5]）
- 酒鬼妹子（前輩B）
- 妖怪旅館營業中（旅館服務員、阿園、管子貓B、冰衣）
- 錢進球場（球場女播音員、女性播報員）
- 琴之森
- LORD of VERMILION 紅蓮之王（立風翼）
- 軒轅劍·蒼之曜（梨香）
- 天空與海洋之間（綠川梨花）
- 青春豬頭少年不會夢到兔女郎學姊（學生、米山奈奈、女性、女學生）
- 尤利西斯 貞德與鍊金騎士（亞斯塔蒂[6]）
- 只要別西卜大小姐喜歡就好（夢魔課女子）

2019年
- 同居人時而在腿上，時而跑到腦袋上。（矢坂渚[7]）
- 五等分的新娘（二乃的友人山田）
- 格林筆記 The Animation（艾克斯〈幼少期〉、長女、年輕女子A）
- 八十龜觀察日記（陣繁華、店員、卡拉OK客）
- 鬼滅之刃（尾崎、「隱」的女性隊員）
- 為了女兒，我說不定連魔王都能幹掉。（女神官）
- 廚病激發BOY（九十九花耶、九十九奏汰）
- 我不是說了能力要平均值嗎？（奧利安娜[8]）
- 放學後桌遊俱樂部（高屋敷花）

2020年
- 八十龜觀察日記 第2冊（陣繁華）
- 貓娘樂園（千代家的貓、女性客）
- 我立於百萬生命之上（小百合）
- 眾神眷顧的男人（李琳）

2021年
- 五等分的新娘∬（山田）
- 八十龜觀察日記 第3冊（陣繁華）
- 龍先生、想要買個家。（哈比B）
- TSUKIPRO THE ANIMATION2（奧井美那）
- 鬥神姬（吉崎美咲）
- 橘色榮耀！（米山千奈）
- 狂熱深淵 迷失的孩子（事務官）

2022年
- 里亞德錄大地（洛可希努）
- Healer Girl 歌癒少女（渚笙子）
- 八十龜觀察日記 第4冊（陣繁華）
- 盾之勇者成名錄 Season 2（鶇）
- 不會拿捏距離的阿波連同學（小學教師）
- 武藏野！（道祖土綠[9]）
- OVERLORD IV（米亞娜塔瓏·芙尼斯）

2023年
- 眾神眷顧的男人2（李琳）
- 物之古物奇譚（佳奈）
- Fate/strange Fake -Whispers of Dawn-（貝菈·列維特）
- 雖然等級只有1級但固有技能是最強的（イーナ・ミストラル[10]）
- 暴食狂戰士（羅琪希[11]）

2024年
- Re:Monster（鍊金術師[12]）

2025年
- 黃昏旅店（金子木之實）
- 不会拿捏距离的阿波连同学 Season2（女性教师）
- 記憶縫線YOUR FORMA（萊莎[13]）
- 陰陽回天Re:Birth（鶴菱）
- GACHIAKUTA（托姆[14]）
- 野生的大魔王出現了！（莉布拉[15]）

### 劇場版動畫
2015年
- LoveLive! The School Idol Movie

2016年
- POP IN Q

2018年
- 劇場版 無敵鐵金剛Z／INFINITY

### OVA
2015年
- 無頭騎士異聞錄 DuRaRaRa!!×2 轉 外傳！？ 第13.5話 戀愛故事鏗鏗鏗（巫女）※劇場先行上映[16]
- 流浪神差「夜斗神連續殺人事件」（藍巴）※單行本第15卷限定版附贈DVD

2016年
- 流浪神差「一起拍照吧」（少女A）※單行本第16卷限定版附贈DVD

2017年
- NEKOPARA（餐具業者）

### 遊戲
2012年
- 靜籟之空 ～獻給失落之星的詩～（ネロ）

2013年
- アイログ（飯野アリス）
- 聖靈家族（ヨウリ）
- 女友伴身邊（南條久美子）
- 閃亂神樂 SHINOVI VERSUS -少女們的證明-（日语：閃乱カグラ SHINOVI VERSUS -少女達の証明-）
- ソウルマスター（ルルア）
- ディスガイア D2（日语：ディスガイア D2）
- 必殺仕事人〜お仕置きコレクション〜（橘鈴音）
- 迷宮塔路：遺跡之星（日语：迷宮塔路レガシスタ）（モヤピー）

2014年
- 靜籟之空 ～獻給失落之星的詩～（ネロ）
- Heroes Placement（都井幸）
- BREAK雀BURST（カイ）

2015年
- アイパラ! IDOL PARADISE（マイア・ルシフェル）
- 白貓Project（フローリア）
- ROOT∞REXX（日语：ROOT∞REXX）（葛葉亞美）
- 魔物娘的同居日常 網頁遊戲版（海德拉、米菈琪、蘿絲緹）

2016年
- 問答RPG 魔法使與黑貓維茲
- 限界凸旗 七海盜（日语：限界凸旗 セブンパイレーツ）（石榴石[17]）
- 召喚夜響曲6 消逝的境界（日语：サモンナイト6 失われた境界たち）

2017年
- 無人戰爭2099（茅野燈花[18]）
- 魔物娘 後宮

2018年
- Death end re;Quest（二之宮椎菜[19]）
- 世界終末症候群（楠瀨舞美[20]）

2023年
- 宿命迴響（魔王）

### 廣播
- 偶像廳廣播局（2.5次元電視台（日语：2.5次元てれび）：2013年）
- 霜科生徒會的偽姬廣播（音泉：2014年）
- AMAZING SOUL LABO RADIO（HiBiKi Radio Station：2015年）

### 其他
- 溫泉女孩（越後湯澤霞）

## 音樂活動
| 發售日期 | 標題                                                 | 名義                                                                     | 樂曲                                                               | 商業搭配                     |
| 2016年   | 2016年                                               | 2016年                                                                   | 2016年                                                             | 2016年                       |
| -------- | ---------------------------------------------------- | ------------------------------------------------------------------------ | ------------------------------------------------------------------ | ---------------------------- |
| 11月25日 | 灼熱スイッチ                                         | 雀が原中学卓球部                                                         | 「灼熱スイッチ」                                                   | 電視動畫「灼熱桌球娘」OP     |
| 11月25日 | 灼熱スイッチ                                         | 雀が原中学卓球部                                                         | 「V字上昇Victory」                                                 | 電視動畫「灼熱桌球娘」關連曲 |
| 2017年   |                                                      |                                                                          |                                                                    |                              |
| 1月25日  | 灼熱の卓球娘 ダブルスソングシリーズ3 ムネムネ&キルカ | ムネムネ（今村彩夏）、後手キルカ（東城日沙子）                           | 「部活デラックス」 「雀が原中学校校歌 ムネムネ&キルカver.」        | 電視動畫「灼熱桌球娘」關連曲 |
| 2月22日  | 灼熱の卓球娘 ユニットソングシリーズ2                 | 天下ハナビ（高野麻里佳）、ムネムネ（今村彩夏）、後手キルカ（東城日沙子） | 「紛うことなき挑戦者」 「成長期STARS ハナビ&ムネムネ&キルカ ver.」 | 電視動畫「灼熱桌球娘」關連曲 |
| 5月10日  | あ・え・い・う・え・お・あお!!                       | 劇団ひととせ                                                             | 「あ・え・い・う・え・お・あお!!」                                 | 電視動畫「雛子的筆記」OP     |
| 5月10日  | かーてんこーる!!!!!                                  | 劇団ひととせ                                                             | 「かーてんこーる!!!!!」                                            | 電視動畫「雛子的筆記」ED     |
| 5月10日  | かーてんこーる!!!!!                                  | 柊真雪（小倉唯）、荻野千秋（東城日沙子）                                 | 「しあわせ色」                                                     | 電視動畫「雛子的筆記」關連曲 |
| 11月22日 | グッドラック ライラック                              | GATALIS                                                                  | 「グッドラック ライラック」                                        | 電視動畫「動畫同好會」ED     |
| 11月22日 | グッドラック ライラック                              | GATALIS                                                                  | 「恋するG・A・T・A・L・I・S!」                                     | 電視動畫「動畫同好會」關連曲 |

## 外部連結
- （日語）事務所公開簡歷
- 東城日沙子的X（前Twitter）